# FK Pobeda Prilep
Fudbalski Klub Pobeda Prilep je severomakedonský fotbalový klub z města Prilep. Založen byl roku 1941 jako FK Goce Delčev, roku 1950 získal název současný. Dvakrát vyhrál severomakedonskou ligu (2004, 2007) a jednou severomakedonský fotbalový pohár (2002). Za časů Jugoslávie sedmkrát vyhrál lokální makedonskou ligu (1952, 1959, 1962, 1963, 1979, 1981, 1986). Roku 2009 se klub zapletl do sázkařského skandálu a byl mu zapovězen vstup do evropských pohárů až do sezóny 2017/18. Předtím v nich startoval pětkrát.

## Výsledky v evropských pohárech
| Sezóna  | Soutěž          | Kolo        |            | Soutěž                | Skóre          |
| ------- | --------------- | ----------- | ---------- | --------------------- | -------------- |
| 1997/98 | Pohár UEFA      | 1. předkolo | Polsko     | Odra Wodzisław        | 0:3, 2:1       |
| 1999    | Pohár Intertoto | 1. kolo     | Slovensko  | OD Trenčín            | 3:1, 1:3 (pen) |
|         |                 | 2. kolo     | Itálie     | Perugia Calcio        | 0:1, 0:0       |
| 2000/01 | Pohár UEFA      | Předkolo    | Rumunsko   | Universitatea Craiova | 1:1, 1:0       |
|         |                 | 1. kolo     | Itálie     | AC Parma              | 0:2, 0:4       |
| 2001    | Pohár Intertoto | 1. kolo     | Chorvatsko | NK Záhřeb             | 2:1, 1:1       |
|         |                 | 2. kolo     | Turecko    | Çaykur Rizespor       | 2:1, 2:0       |
|         |                 | 3. kolo     | Česko      | FK Chmel Blšany       | 0:0, 0:1       |
| 2002/03 | Pohár UEFA      | Předkolo    | Dánsko     | FC Midtjylland        | 2:0, 0:3       |
| 2003    | Pohár Intertoto | 1. kolo     | Slovensko  | FC Spartak Trnava     | 5:1, 2:1       |
|         |                 | 2. kolo     | Rakousko   | SV Pasching           | 1:1, 1:2       |
| 2004/05 | Liga mistrů     | 1. předkolo | Arménie    | FC Pjunik             | 1:3, 1:1       |
| 2005    | Pohár Intertoto | 1. kolo     | Srbsko     | FK Smederevo          | 1:0, 2:1       |
|         |                 | 2. kolo     | Německo    | Hamburger SV          | 1:4, 1:4       |
| 2006    | Pohár Intertoto | 1. kolo     | Rumunsko   | FC Farul Constanța    | 2:2, 1:2       |
| 2007/08 | Pohár UEFA      | 1. předkolo | Estonsko   | FC Levadia Tallinn    | 0:1, 0:0       |